# Thomas Philipp von Murach
Thomas Philipp Freiherr von Murach zu Niedermurach (* 15. Jahrhundert oder 16. Jahrhundert; † 1584) war Herr der Hofmark Niedermurach.

## Familie
Sein Vater war Hanns von Murach. Philipp heiratete Felicitas von Redwitz. Ihre Ehe blieb ohne männliche Nachkommen.

## Besitzungen
Seit 1561 war er zusammen mit seinem Bruder Albrecht Besitzer der murachschen Hofmarksanteile in Niedermurach. 1574 war er alleiniger Besitzer dieser Hofmarksanteile. Darüber hinaus hatte er Besitzungen in Altfalter, Nottersorf, Wagnern und Fischbach.

## Besitzer des Pellerschlosses
Thomas Philipp erwarb 1573 das Pellerschloss in Fischbach bei Nürnberg von den Schmittmayrs. Im Zweiten Markgrafenkrieg 1552/53 wurde das Schloss fast vollständig zerstört. Schmittmayrs begannen bereits mit dem Wiederaufbau. Philipp von Murach und seine Frau stellten das Schloss vollständig wieder her. Ihr Allianzwappen ist an der Südseite erhalten geblieben. 1609 ging das Schloss an die Imhoff. 1527–1557 gehörte es den Welser. Heute besitzt das Pellerschloss die Stadt Nürnberg. Es ist das schönste erhaltene Wasserschloss im Nürnberger Umland.